# Campiglossa rufula
Campiglossa rufula är en tvåvingeart som först beskrevs av Chen 1938.  Campiglossa rufula ingår i släktet Campiglossa och familjen borrflugor. Inga underarter finns listade.